# Primera División 2024 (Bolivia)
La Primera División 2024 è stata la 47ª edizione della massima serie del campionato di calcio boliviano, la 7ª in seguito alla riforma del campionato. Il campionato è iniziato il 16 febbraio 2024 ed è terminato il 22 dicembre 2024.
La squadra campione in carica era il The Strongest, che ha vinto il suo sedicesimo titolo nazionale nell'edizione 2023 della competizione. Il campionato è stato vinto dal Bolívar, al suo trentunesimo titolo nazionale.

## Stagione

### Novità
Al termine della scorsa stagione sono stati retrocessi Deportivo Vaca Diez e Palmaflor del Trópico, ultime due classificate della classifica aggregata, insieme con il Libertad Gran Mamoré, sconfitto nei play-off promozione-retrocessione. Al loro posto sono stati promossi San José e San Antonio Bulo Bulo, entrambe alla loro prima promozione in massima serie.

### Formula
Il 10 gennaio 2024 il consiglio della División Profesional, che organizza il campionato, ha annunciato l'introduzione di un nuovo formato, suddividendo il campionato in due tornei, Apertura e Clausura.
Nel torneo di Apertura le 16 squadre partecipanti sono divise in 4 gironi, ognuno da 4 squadre, che giocano andata e ritorno con l'aggiunta di due giornate extra-girone dedicate ai derby cittadini, per un totale di 8 giornate di stagione regolare. Le prime due di ogni girone si qualificano per la fase ad eliminazione diretta per decretare la squadra campione di Apertura, che ottiene la qualificazione alla Coppa Libertadores 2025.
Nel torneo di Clausura le 16 squadre giocano un singolo girone con gare di andata e ritorno, per un totale di 30 giornate, per decretare la squadra campione di Clausura, che ottiene la qualificazione alla Coppa Libertadores 2025.
La federazione ha inoltre annunciato che le due vincenti dei periodi avrebbero giocato una finale, con gare di andata e ritorno, per decretare la squadra campione della stagione. Sarebbe inoltre stata stilata una classifica aggregata, che tenga conto dei punti della fase a gironi di Apertura e del girone di Clausura, per assegnare i rimanenti slot internazionali. L'ultima della classifica aggregata viene inoltre retrocessa in Copa Simón Bolívar, mentre la penultima gioca uno spareggio promozione-retrocessione con una squadra dalla Copa Simón Bolívar.

## Squadre partecipanti
| Club                  | Città                   | Stagione precedente      |
| --------------------- | ----------------------- | ------------------------ |
| Always Ready          | El Alto                 | 3° in Primera División   |
| Aurora                | Cochabamba              | 5° in Primera División   |
| Blooming              | Santa Cruz de la Sierra | 14° in Primera División  |
| Bolívar               | La Paz                  | 2° in Primera División   |
| Guabirá               | Montero                 | 13° in Primera División  |
| Ind. Petrolero        | Sucre                   | 11° in Primera División  |
| Nacional Potosí       | Potosí                  | 4° in Primera División   |
| Oriente Petrolero     | Santa Cruz de la Sierra | 9° in Primera División   |
| Real Santa Cruz       | Santa Cruz de la Sierra | 7° in Primera División   |
| Real Tomayapo         | Tarija                  | 6° in Primera División   |
| Royal Pari            | Santa Cruz de la Sierra | 12° in Primera División  |
| San Antonio Bulo Bulo | Entre Ríos              | 2° in Copa Simón Bolívar |
| San José              | Oruro                   | 1° in Copa Simón Bolívar |
| The Strongest         | La Paz                  | Campione di Bolivia      |
| Universitario Vinto   | Cochabamba              | 10° in Primera División  |
| Wilstermann           | Cochabamba              | 8° in Primera División   |

## Apertura
Il Torneo Apertura, noto anche come Copa Paceña per motivi di sponsorizzazione, è iniziato il 16 febbraio ed è terminato il 5 maggio.

### Fase a gironi

#### Girone A
|  | Pos. | Squadra               | Pt | G | V | N | P | GF | GS | DR |
|  | ---- | --------------------- | -- | - | - | - | - | -- | -- | -- |
|  | 1.   | The Strongest         | 16 | 8 | 5 | 1 | 2 | 17 | 15 | +2 |
|  | 2.   | San Antonio Bulo Bulo | 14 | 8 | 4 | 2 | 2 | 15 | 7  | +8 |
|  | 3.   | Real Tomayapo         | 11 | 8 | 3 | 2 | 3 | 10 | 12 | -2 |
|  | 4.   | Real Santa Cruz       | 4  | 8 | 1 | 1 | 6 | 8  | 17 | -9 |

Legenda:
      Ammessa alla Fase Finale.

#### Girone B
|  | Pos. | Squadra         | Pt | G | V | N | P | GF | GS | DR |
|  | ---- | --------------- | -- | - | - | - | - | -- | -- | -- |
|  | 1.   | Aurora          | 14 | 8 | 4 | 2 | 2 | 14 | 7  | +7 |
|  | 2.   | Nacional Potosí | 14 | 8 | 4 | 2 | 2 | 13 | 11 | +2 |
|  | 3.   | Blooming        | 14 | 8 | 4 | 2 | 2 | 12 | 12 | 0  |
|  | 4.   | Royal Pari      | 8  | 8 | 2 | 2 | 4 | 7  | 10 | -3 |

Legenda:
      Ammessa alla Fase Finale.

#### Girone C
|  | Pos. | Squadra             | Pt | G | V | N | P | GF | GS | DR |
|  | ---- | ------------------- | -- | - | - | - | - | -- | -- | -- |
|  | 1.   | Universitario Vinto | 14 | 8 | 4 | 2 | 2 | 8  | 7  | +1 |
|  | 2.   | Ind. Petrolero      | 11 | 8 | 3 | 2 | 3 | 10 | 11 | -1 |
|  | 3.   | Guabirá             | 10 | 8 | 3 | 1 | 4 | 12 | 11 | +1 |
|  | 4.   | Always Ready        | 6  | 8 | 1 | 3 | 4 | 6  | 10 | -4 |

Legenda:
      Ammessa alla Fase Finale.

#### Girone D
|  | Pos. | Squadra           | Pt | G | V | N | P | GF | GS | DR |
|  | ---- | ----------------- | -- | - | - | - | - | -- | -- | -- |
|  | 1.   | Bolívar           | 16 | 8 | 5 | 1 | 2 | 19 | 13 | +6 |
|  | 2.   | San José          | 11 | 8 | 3 | 2 | 3 | 12 | 14 | -2 |
|  | 3.   | Oriente Petrolero | 10 | 8 | 3 | 1 | 4 | 9  | 13 | -4 |
|  | 4.   | Wilstermann       | 5  | 8 | 1 | 2 | 5 | 12 | 14 | -2 |

Legenda:
      Ammessa alla Fase Finale.

### Fase finale

#### Tabellone
|  | Quarti di finale      | Quarti di finale      | Quarti di finale | Quarti di finale | Quarti di finale |  |  | Semifinali                | Semifinali                | Semifinali            | Semifinali            | Semifinali |   |   | Finale              | Finale              | Finale | Finale | Finale |  |
|  |                       |                       |                  |                  |                  |  |  |                           |                           |                       |                       |            |   |   |                     |                     |        |        |        |  |
|  | Nacional Potosí       | Nacional Potosí       | 0                | 1                | 1                |  |  |                           |                           |                       |                       |            |   |   |                     |                     |        |        |        |  |
|  | Universitario Vinto   | Universitario Vinto   | 1                | 3                | 4                |  |  | Universitario Vinto (dtr) | Universitario Vinto (dtr) | 0                     | 2                     | 2          |   |   |                     |                     |        |        |        |  |
|  | San José              | San José              | 0                | 1                | 1                |  |  | The Strongest             | The Strongest             | 1                     | 1                     | 2          |   |   |                     |                     |        |        |        |  |
|  | The Strongest         | The Strongest         | 2                | 2                | 4                |  |  |                           |                           |                       |                       |            |   |   | Universitario Vinto | Universitario Vinto | 1      | 1      | 2      |  |
|  | San Antonio Bulo Bulo | San Antonio Bulo Bulo | 1                | 1                | 2                |  |  |                           |                           | San Antonio Bulo Bulo | San Antonio Bulo Bulo | 2          | 1 | 3 |                     |                     |        |        |        |  |
|  | Bolívar               | Bolívar               | 0                | 1                | 1                |  |  | San Antonio Bulo Bulo     | San Antonio Bulo Bulo     | 6                     | 1                     | 7          |   |   |                     |                     |        |        |        |  |
|  | Ind. Petrolero (dtr)  | Ind. Petrolero (dtr)  | 0                | 3                | 3                |  |  | Ind. Petrolero            | Ind. Petrolero            | 1                     | 3                     | 4          |   |   |                     |                     |        |        |        |  |
|  | Aurora                | Aurora                | 1                | 2                | 3                |  |  |                           |                           |                       |                       |            |   |   |                     |                     |        |        |        |  |

#### Quarti di finale
| Squadra 1             | Totale          | Squadra 2           | Andata | Ritorno |
| --------------------- | --------------- | ------------------- | ------ | ------- |
| San José              | 1 - 4           | The Strongest       | 0 - 2  | 1 - 2   |
| Nacional Potosí       | 1 - 4           | Universitario Vinto | 0 - 1  | 1 - 3   |
| Ind. Petrolero        | 3 - 3 (5-4 dtr) | Aurora              | 0 - 1  | 3 - 2   |
| San Antonio Bulo Bulo | 2 - 1           | Bolívar             | 1 - 0  | 1 - 1   |

#### Semifinali
| Squadra 1             | Totale          | Squadra 2      | Andata | Ritorno |
| --------------------- | --------------- | -------------- | ------ | ------- |
| Universitario Vinto   | 2 - 2 (9-8 dtr) | The Strongest  | 0 - 1  | 2 - 1   |
| San Antonio Bulo Bulo | 7 - 4           | Ind. Petrolero | 6 - 1  | 1 - 3   |

#### Finale
| Squadra 1             | Totale | Squadra 2           | Andata | Ritorno |
| --------------------- | ------ | ------------------- | ------ | ------- |
| San Antonio Bulo Bulo | 3 - 1  | Universitario Vinto | 2 - 1  | 1 - 1   |

## Clausura
Il Torneo Clausura, noto anche come Liga Tecno per motivi di sponsorizzazione, è iniziato il 10 maggio ed è terminato il 21 dicembre 2024.

### Classifica
|  | Pos. | Squadra               | Pt | G  | V  | N  | P  | GF | GS | DR  |
|  | ---- | --------------------- | -- | -- | -- | -- | -- | -- | -- | --- |
|  | 1.   | Bolívar               | 67 | 30 | 20 | 7  | 3  | 76 | 25 | +51 |
|  | 2.   | The Strongest         | 60 | 30 | 18 | 6  | 6  | 62 | 34 | +28 |
|  | 3.   | San José              | 48 | 30 | 14 | 6  | 10 | 62 | 40 | +22 |
|  | 4.   | Aurora                | 48 | 30 | 12 | 12 | 6  | 49 | 40 | +9  |
|  | 5.   | Always Ready          | 46 | 30 | 13 | 7  | 10 | 48 | 37 | +11 |
|  | 6.   | Nacional Potosí       | 46 | 30 | 13 | 7  | 10 | 52 | 47 | +5  |
|  | 7.   | Blooming              | 45 | 30 | 13 | 6  | 11 | 36 | 43 | -7  |
|  | 8.   | Real Tomayapo         | 43 | 30 | 13 | 4  | 13 | 41 | 41 | 0   |
|  | 9.   | Wilstermann           | 41 | 30 | 10 | 11 | 8  | 32 | 28 | +4  |
|  | 10.  | Ind. Petrolero        | 36 | 30 | 9  | 9  | 11 | 46 | 55 | -9  |
|  | 11.  | Oriente Petrolero     | 35 | 30 | 10 | 5  | 15 | 44 | 58 | -14 |
|  | 12.  | Universitario Vinto   | 34 | 30 | 9  | 7  | 14 | 36 | 47 | -11 |
|  | 13.  | San Antonio Bulo Bulo | 31 | 30 | 8  | 7  | 15 | 40 | 58 | -18 |
|  | 14.  | Guabirá               | 30 | 30 | 8  | 6  | 16 | 36 | 53 | -17 |
|  | 15.  | Royal Pari            | 29 | 30 | 7  | 8  | 15 | 30 | 46 | -16 |
|  | 16.  | Real Santa Cruz       | 22 | 30 | 6  | 4  | 20 | 30 | 68 | -38 |

Legenda:
      Campione di Clausura e ammesso alla Finale.

## Finale
Nonostante la federazione avesse inizialmente stabilito che la finale tra i campioni dei due periodi sarebbe stata giocata con gara di andata e ritorno, il 12 dicembre è stato annunciato che si sarebbe trattato di una gara singola, in modo tale da poter terminare la stagione entro Natale.
| Arbitro: | Jordy Alemán |

|  |           |                            |
|  | Marcatori | 45+1’ Vaca 88’ Fábio Gomes |